# Торговый дом на улице Джанаева, 43
Торговый дом на Джанаева, 43 — памятник градостроительства и архитектуры во Владикавказе, Северная Осетия. Выявленный объект культурного наследия России и культурного наследия Северной Осетии. Находится в историческом центре города на улице Джанаева, 43.
Здание построено в 1907 году по проекту городского архитектора Е. И. Дескубеса. Здание, построенное на Базарной улице недалеко от городского рынка, предназначалось для сдачи в наём торговым предприятиям. На первом этаже находился зал для торговли, на втором этаже — жилые квартиры.
Архитектура
Здание построено в стиле модерн. Фасад здания украшен пилястрами из кирпича. Мансардное окно имеет криволинейное очертание. Надоконная арка изготовлена из плотного светлого естественного камня, из которого также сделаны цоколь, карниз и подоконники.
На фасаде выбита дата постройки дома с рельефными цифрами — «1907».